# Список населённых пунктов Псковского района
Ниже представлен сортируемый (по столбцам) список сельских населённых пунктов Псковского района Псковской области, распределённых по муниципальным образованиям (волостям и межселенной территории) с оценками численности населения сельских населённых пунктов на конец 2000 года, по переписи населения 2002 года и по обновлённым данным (при их наличии). 
| #   | #   | деревня             | 2000 г., чел. | 2002 г., чел. | новые данные, чел. | год источник | волость                       | бывшая волость (до 2005) |
| --- | --- | ------------------- | ------------- | ------------- | ------------------ | ------------ | ----------------------------- | ------------------------ |
| 1   | 1   | Богданово           | 275           | 466           |                    |              | Ершовская волость             | Ершовская волость        |
| 2   | 2   | Большая Дуга        | 54            | 41            |                    |              | Ершовская волость             | Ершовская волость        |
| 3   | 3   | Голованово          | 4             | 4             |                    |              | Ершовская волость             | Ершовская волость        |
| 4   | 4   | Долгорепицы         | 109           | 100           |                    |              | Ершовская волость             | Ершовская волость        |
| 5   | 5   | Дубники             | 6             | 6             |                    |              | Ершовская волость             | Ершовская волость        |
| 6   | 6   | Ершово              | 494           | 515           |                    |              | Ершовская волость             | Ершовская волость        |
| 7   | 7   | Жидилов Бор         | 67            | 82            |                    |              | Ершовская волость             | Ершовская волость        |
| 8   | 8   | Залединье           | 16            | 17            |                    |              | Ершовская волость             | Ершовская волость        |
| 9   | 9   | Замостечье          | 17            | 14            |                    |              | Ершовская волость             | Ершовская волость        |
| 10  | 10  | Конёчек             | 59            | 54            |                    |              | Ершовская волость             | Ершовская волость        |
| 11  | 11  | Конюшкино           | 29            | 33            |                    |              | Ершовская волость             | Ершовская волость        |
| 12  | 12  | Малая Остенка       | 17            | 18            |                    |              | Ершовская волость             | Ершовская волость        |
| 13  | 13  | Мысс                | 5             | 6             |                    |              | Ершовская волость             | Ершовская волость        |
| 14  | 14  | Ольха               | 8             | 9             |                    |              | Ершовская волость             | Ершовская волость        |
| 15  | 15  | Погорелка           | 12            | 15            |                    |              | Ершовская волость             | Ершовская волость        |
| 16  | 16  | Русилово            | 11            | 7             |                    |              | Ершовская волость             | Ершовская волость        |
| 17  | 17  | Скоморохова Гора    | 9             | 12            |                    |              | Ершовская волость             | Ершовская волость        |
| 18  | 18  | Тупицы              | 12            | 16            |                    |              | Ершовская волость             | Ершовская волость        |
| 19  | 1   | Борисовичи          | 108           | 98            | 103                | 2010         | Завеличенская волость         | Завеличенская волость    |
| 20  | 2   | Георгиевская        |               |               | 0                  | 2010         | Завеличенская волость         |                          |
| 21  | 3   | Гнилуха             | 39            | 32            | 35                 | 2010         | Завеличенская волость         | Завеличенская волость    |
| 22  | 4   | Дворец              | 25            | 26            | 30                 | 2010         | Завеличенская волость         | Завеличенская волость    |
| 23  | 5   | Дурково             | 14            | 16            | 18                 | 2010         | Завеличенская волость         | Завеличенская волость    |
| 24  | 6   | Заровенье           | 79            | 72            | 74                 | 2010         | Завеличенская волость         | Завеличенская волость    |
| 25  | 7   | Звенковичи          | 34            | 25            | 26                 | 2010         | Завеличенская волость         | Завеличенская волость    |
| 26  | 8   | Кусва               | 77            | 77            | 81                 | 2010         | Завеличенская волость         | Завеличенская волость    |
| 27  | 9   | Наволок             | 17            | 18            | 16                 | 2010         | Завеличенская волость         | Завеличенская волость    |
| 28  | 10  | Опочицы             | 204           | 202           | 231                | 2010         | Завеличенская волость         | Завеличенская волость    |
| 29  | 11  | Пески               | 78            | 78            | 85                 | 2010         | Завеличенская волость         | Завеличенская волость    |
| 30  | 12  | Родина              | 2616          | 2442          | 2726               | 2010         | Завеличенская волость         | Завеличенская волость    |
| 31  | 13  | Уграда              | 469           | 502           | 581                | 2010         | Завеличенская волость         | Тямшанская волость       |
| 32  | 1   | Абрюшино            | 2             | 2             |                    |              | Карамышевская волость         | Карамышевская волость    |
| 33  | 2   | Агафоново           | 8             | 11            |                    |              | Карамышевская волость         | Карамышевская волость    |
| 34  | 3   | Александровка       | 15            | 9             |                    |              | Карамышевская волость         | Осиновичская волость     |
| 35  | 4   | Андрюшино           | 69            | 49            |                    |              | Карамышевская волость         | Карамышевская волость    |
| 36  | 5   | Ардашево            | 3             | 3             |                    |              | Карамышевская волость         | Большезагорская волость  |
| 37  | 6   | Бараново            | 2             | 0             |                    |              | Карамышевская волость         | Осиновичская волость     |
| 38  | 7   | Болдино             | 23            | 19            |                    |              | Карамышевская волость         | Осиновичская волость     |
| 39  | 8   | Большие Пищевицы    | 12            | 14            |                    |              | Карамышевская волость         | Осиновичская волость     |
| 40  | 9   | Белая Гора          | 4             | 2             |                    |              | Карамышевская волость         | Карамышевская волость    |
| 41  | 10  | Берёзка             | 2             | 2             |                    |              | Карамышевская волость         | Задорожская волость      |
| 42  | 11  | Биркино             | 2             | 4             |                    |              | Карамышевская волость         | Задорожская волость      |
| 43  | 12  | Бобровник           | 24            | 18            |                    |              | Карамышевская волость         | Задорожская волость      |
| 44  | 13  | Большие Невадицы    | 6             | 8             |                    |              | Карамышевская волость         | Карамышевская волость    |
| 45  | 14  | Булатово            | 42            | 35            |                    |              | Карамышевская волость         | Карамышевская волость    |
| 46  | 15  | Бутырки             | 13            | 8             |                    |              | Карамышевская волость         | Карамышевская волость    |
| 47  | 16  | Быстрецово          | 434           | 356           |                    |              | Карамышевская волость         | Карамышевская волость    |
| 48  | 17  | Быстерский          | 10            | 16            |                    |              | Карамышевская волость         | Карамышевская волость    |
| 49  | 18  | Быстроникольское    | 41            | 45            |                    |              | Карамышевская волость         | Карамышевская волость    |
| 50  | 19  | Белищи              | 2             | 2             |                    |              | Карамышевская волость         | Большезагорская волость  |
| 51  | 20  | Богово              | 3             | 1             |                    |              | Карамышевская волость         | Большезагорская волость  |
| 52  | 21  | Большое Заборовье   | 1             | 0             |                    |              | Карамышевская волость         | Большезагорская волость  |
| 53  | 22  | Большое Загорье     | 251           | 252           |                    |              | Карамышевская волость         | Большезагорская волость  |
| 54  | 23  | Бор-Гора            | 9             | 2             |                    |              | Карамышевская волость         | Большезагорская волость  |
| 55  | 24  | Ванцово             | 26            | 27            |                    |              | Карамышевская волость         | Задорожская волость      |
| 56  | 25  | Вешелово            | 5             | 7             |                    |              | Карамышевская волость         | Осиновичская волость     |
| 57  | 26  | Волково             | 4             | 5             |                    |              | Карамышевская волость         | Осиновичская волость     |
| 58  | 27  | Волкуша             | 1             | 0             |                    |              | Карамышевская волость         | Осиновичская волость     |
| 59  | 28  | Волосово            | 10            | 6             |                    |              | Карамышевская волость         | Осиновичская волость     |
| 60  | 29  | Волохово            | 13            | 6             |                    |              | Карамышевская волость         | Осиновичская волость     |
| 61  | 30  | Вошково             | 10            | 11            |                    |              | Карамышевская волость         | Осиновичская волость     |
| 62  | 31  | Волосочево          | 7             | 5             |                    |              | Карамышевская волость         | Задорожская волость      |
| 63  | 32  | Везки               | 24            | 18            |                    |              | Карамышевская волость         | Большезагорская волость  |
| 64  | 33  | Виделебье           | 7             | 7             |                    |              | Карамышевская волость         | Карамышевская волость    |
| 65  | 34  | Воробьево           | 8             | 8             |                    |              | Карамышевская волость         | Большезагорская волость  |
| 66  | 35  | Выголово            | 7             | 6             |                    |              | Карамышевская волость         | Большезагорская волость  |
| 67  | 36  | Высоцко             | 3             | 2             |                    |              | Карамышевская волость         | Большезагорская волость  |
| 68  | 37  | Вёшки               | 48            | 42            |                    |              | Карамышевская волость         | Выставская волость       |
| 69  | 38  | Войниха             | 9             | 11            |                    |              | Карамышевская волость         | Выставская волость       |
| 70  | 39  | Ворогушино          | 3             | 4             |                    |              | Карамышевская волость         | Карамышевская волость    |
| 71  | 40  | Выставка            | 103           | 108           |                    |              | Карамышевская волость         | Выставская волость       |
| 72  | 41  | Глазково            | 0             | 0             |                    |              | Карамышевская волость         | Осиновичская волость     |
| 73  | 42  | Гоголево            | 0             | 0             |                    |              | Карамышевская волость         | Осиновичская волость     |
| 74  | 43  | Гор-Бобыли          | 29            | 20            |                    |              | Карамышевская волость         | Осиновичская волость     |
| 75  | 44  | Горушка             | 2             | 1             |                    |              | Карамышевская волость         | Осиновичская волость     |
| 76  | 45  | Гора-Каменка        | 116           | 110           |                    |              | Карамышевская волость         | Большезагорская волость  |
| 77  | 46  | Гниловец            | 4             | 14            |                    |              | Карамышевская волость         | Задорожская волость      |
| 78  | 47  | Гнильно             | 11            | 3             |                    |              | Карамышевская волость         | Задорожская волость      |
| 79  | 48  | Горки               | 6             | 2             |                    |              | Карамышевская волость         | Задорожская волость      |
| 80  | 49  | Гостибицы           | 11            | 5             |                    |              | Карамышевская волость         | Большезагорская волость  |
| 81  | 50  | Глазачи             | 13            | 13            |                    |              | Карамышевская волость         | Карамышевская волость    |
| 82  | 51  | Дворцы              | 19            | 11            |                    |              | Карамышевская волость         | Карамышевская волость    |
| 83  | 52  | Дигонец             | 8             | 11            |                    |              | Карамышевская волость         | Задорожская волость      |
| 84  | 53  | Добрый Клин         | 2             | 2             |                    |              | Карамышевская волость         | Задорожская волость      |
| 85  | 54  | Дубоновичи          | 100           | 80            |                    |              | Карамышевская волость         | Задорожская волость      |
| 86  | 55  | Емельяново          | 3             | 2             |                    |              | Карамышевская волость         | Осиновичская волость     |
| 87  | 56  | Ерехино             | 3             | 0             |                    |              | Карамышевская волость         | Большезагорская волость  |
| 88  | 57  | Жарки               | 7             | 2             |                    |              | Карамышевская волость         | Осиновичская волость     |
| 89  | 58  | Жуброво             | 4             | 5             |                    |              | Карамышевская волость         | Задорожская волость      |
| 90  | 59  | Загузье             | 5             | 1             |                    |              | Карамышевская волость         | Осиновичская волость     |
| 91  | 60  | Зайцево             | 5             | 2             |                    |              | Карамышевская волость         | Осиновичская волость     |
| 92  | 61  | Заборовье           | 5             | 4             |                    |              | Карамышевская волость         | Карамышевская волость    |
| 93  | 62  | Заборовье           | 5             | 5             |                    |              | Карамышевская волость         | Большезагорская волость  |
| 94  | 63  | Заледино            | 3             | 1             |                    |              | Карамышевская волость         | Карамышевская волость    |
| 95  | 64  | Заходы              | 11            | 11            |                    |              | Карамышевская волость         | Карамышевская волость    |
| 96  | 65  | Зубово              | 328           | 256           |                    |              | Карамышевская волость         | Карамышевская волость    |
| 97  | 66  | Зайково             | 2             | 0             |                    |              | Карамышевская волость         | Карамышевская волость    |
| 98  | 67  | Загорье             | 3             | 5             |                    |              | Карамышевская волость         | Большезагорская волость  |
| 99  | 68  | Загрязье            | 12            | 5             |                    |              | Карамышевская волость         | Большезагорская волость  |
| 100 | 69  | Закаменье           | 2             | 0             |                    |              | Карамышевская волость         | Большезагорская волость  |
| 101 | 70  | Залединье           | 10            | 9             |                    |              | Карамышевская волость         | Большезагорская волость  |
| 102 | 71  | Замосточье          | 14            | 15            |                    |              | Карамышевская волость         | Большезагорская волость  |
| 103 | 72  | Замошки             | 7             | 8             |                    |              | Карамышевская волость         | Задорожская волость      |
| 104 | 73  | Заходцы             | 4             | 4             |                    |              | Карамышевская волость         | Задорожская волость      |
| 105 | 74  | Зряковская Гора     | 29            | 17            |                    |              | Карамышевская волость         | Задорожская волость      |
| 106 | 75  | Зеньково            | 7             | 7             |                    |              | Карамышевская волость         | Большезагорская волость  |
| 107 | 76  | Золотово            | 10            | 6             |                    |              | Карамышевская волость         | Большезагорская волость  |
| 108 | 77  | Ильина Гора         | 10            | 7             |                    |              | Карамышевская волость         | Карамышевская волость    |
| 109 | 78  | Калинкино           | 2             | 2             |                    |              | Карамышевская волость         | Осиновичская волость     |
| 110 | 79  | Карамышево, село    | 800           | 768           |                    |              | Карамышевская волость         | Карамышевская волость    |
| 111 | 80  | Качан               | 7             | 8             |                    |              | Карамышевская волость         | Карамышевская волость    |
| 112 | 81  | Кашище              | 4             | 2             |                    |              | Карамышевская волость         | Карамышевская волость    |
| 113 | 82  | Кашнево             | 0             | 0             |                    |              | Карамышевская волость         | Осиновичская волость     |
| 114 | 83  | Кебь                | 47            | 41            |                    |              | Карамышевская волость         | Задорожская волость      |
| 115 | 84  | Кебь (Кеб), станция | 17            | 9             |                    |              | Карамышевская волость         | Карамышевская волость    |
| 116 | 85  | Киселево            | 14            | 9             |                    |              | Карамышевская волость         | Выставская волость       |
| 117 | 86  | Коконогово          | 3             | 5             |                    |              | Карамышевская волость         | Большезагорская волость  |
| 118 | 87  | Конышево            | 3             | 5             |                    |              | Карамышевская волость         | Большезагорская волость  |
| 119 | 88  | Корешниково         | 7             | 1             |                    |              | Карамышевская волость         | Осиновичская волость     |
| 120 | 89  | Корныхново          | 17            | 8             |                    |              | Карамышевская волость         | Карамышевская волость    |
| 121 | 90  | Крыжики             | 2             | 0             |                    |              | Карамышевская волость         | Осиновичская волость     |
| 122 | 91  | Крякуша             | 28            | 24            |                    |              | Карамышевская волость         | Карамышевская волость    |
| 123 | 92  | Кулешево            | 12            | 12            |                    |              | Карамышевская волость         | Осиновичская волость     |
| 124 | 93  | Кутузово            | 20            | 27            |                    |              | Карамышевская волость         | Карамышевская волость    |
| 125 | 94  | Ладыгино            | 53            | 54            |                    |              | Карамышевская волость         | Осиновичская волость     |
| 126 | 95  | Ланево              | 8             | 9             |                    |              | Карамышевская волость         | Осиновичская волость     |
| 127 | 96  | Лекихино            | 3             | 2             |                    |              | Карамышевская волость         | Осиновичская волость     |
| 128 | 97  | Липеты              | 162           | 126           |                    |              | Карамышевская волость         | Осиновичская волость     |
| 129 | 98  | Липки               | 0             | 0             |                    |              | Карамышевская волость         | Большезагорская волость  |
| 130 | 99  | Лиственка           | 2             | 1             |                    |              | Карамышевская волость         | Большезагорская волость  |
| 131 | 100 | Лог                 | 7             | 3             |                    |              | Карамышевская волость         | Большезагорская волость  |
| 132 | 101 | Локоть              | 38            | 25            |                    |              | Карамышевская волость         | Выставская волость       |
| 133 | 102 | Лопатиха            | 24            | 15            |                    |              | Карамышевская волость         | Осиновичская волость     |
| 134 | 103 | Лопатово            | 314           | 298           |                    |              | Карамышевская волость         | Задорожская волость      |
| 135 | 104 | Любовец             | 2             | 1             |                    |              | Карамышевская волость         | Большезагорская волость  |
| 136 | 105 | Мазельцево          | 5             | 4             |                    |              | Карамышевская волость         | Большезагорская волость  |
| 137 | 106 | Малая Выставка      | 10            | 16            |                    |              | Карамышевская волость         | Выставская волость       |
| 138 | 107 | Малые Пищевицы      | 21            | 20            |                    |              | Карамышевская волость         | Осиновичская волость     |
| 139 | 108 | Мараморка           | 6             | 2             |                    |              | Карамышевская волость         | Задорожская волость      |
| 140 | 109 | Маслово             | 7             | 8             |                    |              | Карамышевская волость         | Карамышевская волость    |
| 141 | 110 | Межник              | 9             | 8             |                    |              | Карамышевская волость         | Карамышевская волость    |
| 142 | 111 | Меленка             | 42            | 26            |                    |              | Карамышевская волость         | Осиновичская волость     |
| 143 | 112 | Мелетово            | 21            | 11            |                    |              | Карамышевская волость         | Большезагорская волость  |
| 144 | 113 | Михалёво            | 2             | 3             |                    |              | Карамышевская волость         | Осиновичская волость     |
| 145 | 114 | Молитвино           | 1             | 0             |                    |              | Карамышевская волость         | Карамышевская волость    |
| 146 | 115 | Москота             | 20            | 19            |                    |              | Карамышевская волость         | Выставская волость       |
| 147 | 116 | Мочево              | 28            | 28            |                    |              | Карамышевская волость         | Осиновичская волость     |
| 148 | 117 | Негорелицы          | 1             | 1             |                    |              | Карамышевская волость         | Большезагорская волость  |
| 149 | 118 | Новая Рыбиха        | 7             | 8             |                    |              | Карамышевская волость         | Карамышевская волость    |
| 150 | 119 | Овечкино            | 0             | 0             |                    |              | Карамышевская волость         | Осиновичская волость     |
| 151 | 120 | Озерево             | 7             | 4             |                    |              | Карамышевская волость         | Карамышевская волость    |
| 152 | 121 | Оклад               | 6             | 4             |                    |              | Карамышевская волость         | Карамышевская волость    |
| 153 | 122 | Осиновичи           | 24            | 21            |                    |              | Карамышевская волость         | Осиновичская волость     |
| 154 | 123 | Патрушино           | 19            | 24            |                    |              | Карамышевская волость         | Карамышевская волость    |
| 155 | 124 | Перетворы           | 0             | 0             |                    |              | Карамышевская волость         | Карамышевская волость    |
| 156 | 125 | Пикалиха            | 40            | 33            |                    |              | Карамышевская волость         | Карамышевская волость    |
| 157 | 126 | Плоская Лука        | 7             | 3             |                    |              | Карамышевская волость         | Карамышевская волость    |
| 158 | 127 | Погорелка           | 12            | 13            |                    |              | Карамышевская волость         | Задорожская волость      |
| 159 | 128 | Подвязье            | 15            | 12            |                    |              | Карамышевская волость         | Осиновичская волость     |
| 160 | 129 | Подгорье            | 15            | 9             |                    |              | Карамышевская волость         | Задорожская волость      |
| 161 | 130 | Подгорье            | 1             | 1             |                    |              | Карамышевская волость         | Осиновичская волость     |
| 162 | 131 | Поддубье            | 1             | 1             |                    |              | Карамышевская волость         | Осиновичская волость     |
| 163 | 132 | Подлипье-1          | 7             | 8             |                    |              | Карамышевская волость         | Задорожская волость      |
| 164 | 133 | Подлипье-2          | 14            | 15            |                    |              | Карамышевская волость         | Задорожская волость      |
| 165 | 134 | Подберезье          | 8             | 5             |                    |              | Карамышевская волость         | Выставская волость       |
| 166 | 135 | Поля                | 16            | 12            |                    |              | Карамышевская волость         | Выставская волость       |
| 167 | 136 | Попова Гора         | 7             | 12            |                    |              | Карамышевская волость         | Осиновичская волость     |
| 168 | 137 | Поречье             | 13            | 13            |                    |              | Карамышевская волость         | Осиновичская волость     |
| 169 | 138 | Рассамухино         | 15            | 10            |                    |              | Карамышевская волость         | Карамышевская волость    |
| 170 | 139 | Речки 1             | 20            | 18            |                    |              | Карамышевская волость         | Карамышевская волость    |
| 171 | 140 | Речки 2             | 58            | 47            |                    |              | Карамышевская волость         | Карамышевская волость    |
| 172 | 141 | Решетино            | 19            | 30            |                    |              | Карамышевская волость         | Карамышевская волость    |
| 173 | 142 | Ручьи-1             | 16            | 8             |                    |              | Карамышевская волость         | Большезагорская волость  |
| 174 | 143 | Ручьи-2             | 13            | 16            |                    |              | Карамышевская волость         | Большезагорская волость  |
| 175 | 144 | Рыбиха              | 7             | 2             |                    |              | Карамышевская волость         | Осиновичская волость     |
| 176 | 145 | Рыдалы              | 26            | 18            |                    |              | Карамышевская волость         | Выставская волость       |
| 177 | 146 | Савино              | 16            | 5             |                    |              | Карамышевская волость         | Карамышевская волость    |
| 178 | 147 | Сакоево             | 7             | 4             |                    |              | Карамышевская волость         | Осиновичская волость     |
| 179 | 148 | Сахново             | 9             | 9             |                    |              | Карамышевская волость         | Выставская волость       |
| 180 | 149 | Селихново           | 204           | 156           |                    |              | Карамышевская волость         | Осиновичская волость     |
| 181 | 150 | Селятино            | 20            | 25            |                    |              | Карамышевская волость         | Большезагорская волость  |
| 182 | 151 | Сетино              | 4             | 3             |                    |              | Карамышевская волость         | Задорожская волость      |
| 183 | 152 | Скариха             | 0             | 0             |                    |              | Карамышевская волость         | Осиновичская волость     |
| 184 | 153 | Сменково            | 8             | 3             |                    |              | Карамышевская волость         | Выставская волость       |
| 185 | 154 | Созыгино            | 0             | 0             |                    |              | Карамышевская волость         | Осиновичская волость     |
| 186 | 155 | Солпяково           | 8             | 5             |                    |              | Карамышевская волость         | Выставская волость       |
| 187 | 156 | Сорокино            | 3             | 3             |                    |              | Карамышевская волость         | Карамышевская волость    |
| 188 | 157 | Соседно             | 11            | 5             |                    |              | Карамышевская волость         | Большезагорская волость  |
| 189 | 158 | Старина             | 18            | 15            |                    |              | Карамышевская волость         | Осиновичская волость     |
| 190 | 159 | Старонья            | 13            | 11            |                    |              | Карамышевская волость         | Карамышевская волость    |
| 191 | 160 | Старый Ямм          | 8             | 9             |                    |              | Карамышевская волость         | Большезагорская волость  |
| 192 | 161 | Струбач             | 8             | 8             |                    |              | Карамышевская волость         | Задорожская волость      |
| 193 | 162 | Талец               | 20            | 19            |                    |              | Карамышевская волость         | Большезагорская волость  |
| 194 | 163 | Твердуново          | 6             | 5             |                    |              | Карамышевская волость         | Карамышевская волость    |
| 195 | 164 | Тешково             | 34            | 29            |                    |              | Карамышевская волость         | Осиновичская волость     |
| 196 | 165 | Товарец             | 7             | 8             |                    |              | Карамышевская волость         | Карамышевская волость    |
| 197 | 166 | Троицкое Поддубье   | 19            | 16            |                    |              | Карамышевская волость         | Задорожская волость      |
| 198 | 167 | Трубниково          | 40            | 38            |                    |              | Карамышевская волость         | Карамышевская волость    |
| 199 | 168 | Усадище             | 16            | 19            |                    |              | Карамышевская волость         | Карамышевская волость    |
| 200 | 169 | Усадище             | 27            | 14            |                    |              | Карамышевская волость         | Осиновичская волость     |
| 201 | 170 | Федотово-Харитоново | 18            | 19            |                    |              | Карамышевская волость         | Осиновичская волость     |
| 202 | 171 | Фомкино             | 22            | 44            |                    |              | Карамышевская волость         | Задорожская волость      |
| 203 | 172 | Хвоенка             | 13            | 10            |                    |              | Карамышевская волость         | Выставская волость       |
| 204 | 173 | Хотни               | 6             | 8             |                    |              | Карамышевская волость         | Большезагорская волость  |
| 205 | 174 | Хохлы               | 9             | 6             |                    |              | Карамышевская волость         | Задорожская волость      |
| 206 | 175 | Чудинково           | 66            | 63            |                    |              | Карамышевская волость         | Большезагорская волость  |
| 207 | 176 | Чутково             | 6             | 6             |                    |              | Карамышевская волость         | Карамышевская волость    |
| 208 | 177 | Чухонское Загорье   | 16            | 17            |                    |              | Карамышевская волость         | Карамышевская волость    |
| 209 | 178 | Шарабино            | 7             | 3             |                    |              | Карамышевская волость         | Выставская волость       |
| 210 | 179 | Шевелево            | 51            | 44            |                    |              | Карамышевская волость         | Карамышевская волость    |
| 211 | 180 | Шилово              | 12            | 8             |                    |              | Карамышевская волость         | Осиновичская волость     |
| 212 | 181 | Шишлово             | 2             | 9             |                    |              | Карамышевская волость         | Осиновичская волость     |
| 213 | 182 | Шунково             | 31            | 27            |                    |              | Карамышевская волость         | Осиновичская волость     |
| 214 | 183 | Щучья Гора          | 7             | 7             |                    |              | Карамышевская волость         | Большезагорская волость  |
| 215 | 184 | Юхново              | 13            | 9             |                    |              | Карамышевская волость         | Большезагорская волость  |
| 216 | 185 | Язва                | 51            | 45            |                    |              | Карамышевская волость         | Карамышевская волость    |
| 217 | 1   | Ажово               | 4             | 3             |                    |              | Краснопрудская волость        | Краснопрудская волость   |
| 218 | 2   | Альхимово           | 11            | 0             |                    |              | Краснопрудская волость        | Краснопрудская волость   |
| 219 | 3   | Амосково            | 13            | 9             |                    |              | Краснопрудская волость        | Москвинская волость      |
| 220 | 4   | Апросьево           | 3             | 3             |                    |              | Краснопрудская волость        | Краснопрудская волость   |
| 221 | 5   | Баево               | 24            | 25            |                    |              | Краснопрудская волость        | Краснопрудская волость   |
| 222 | 6   | Болотово            | 10            | 13            |                    |              | Краснопрудская волость        | Москвинская волость      |
| 223 | 7   | Букачи              | 4             | 2             |                    |              | Краснопрудская волость        | Москвинская волость      |
| 224 | 8   | Волчьи Ямы          | 42            | 34            |                    |              | Краснопрудская волость        | Москвинская волость      |
| 225 | 9   | Галушино            | 21            | 16            |                    |              | Краснопрудская волость        | Москвинская волость      |
| 226 | 10  | Голомино            | 3             | 7             |                    |              | Краснопрудская волость        | Москвинская волость      |
| 227 | 11  | Голубы              | 16            | 14            |                    |              | Краснопрудская волость        | Москвинская волость      |
| 228 | 12  | Горбово             | 0             | 6             |                    |              | Краснопрудская волость        | Краснопрудская волость   |
| 229 | 13  | Гостилы             | 60            | 44            |                    |              | Краснопрудская волость        | Краснопрудская волость   |
| 230 | 14  | Гришино             | 6             | 1             |                    |              | Краснопрудская волость        | Москвинская волость      |
| 231 | 15  | Губино              | 6             | 8             |                    |              | Краснопрудская волость        | Краснопрудская волость   |
| 232 | 16  | Губино              |               | 5             |                    |              | Краснопрудская волость        | Москвинская волость      |
| 233 | 17  | Давыжья Гора        | 1             | 2             |                    |              | Краснопрудская волость        | Москвинская волость      |
| 234 | 18  | Дербинка            | 1             | 2             |                    |              | Краснопрудская волость        | Краснопрудская волость   |
| 235 | 19  | Дмитрово            | 9             | 7             |                    |              | Краснопрудская волость        | Москвинская волость      |
| 236 | 20  | Добровитки          | 7             | 7             |                    |              | Краснопрудская волость        | Краснопрудская волость   |
| 237 | 21  | Дьяконово           | 0             | 0             |                    |              | Краснопрудская волость        | Москвинская волость      |
| 238 | 22  | Ильина Гора         | 5             | 4             |                    |              | Краснопрудская волость        | Москвинская волость      |
| 239 | 23  | Еваново             | 19            | 0             |                    |              | Краснопрудская волость        | Краснопрудская волость   |
| 240 | 24  | Зайцево             | 143           | 140           |                    |              | Краснопрудская волость        | Москвинская волость      |
| 241 | 25  | Загарье             | 8             | 6             |                    |              | Краснопрудская волость        | Краснопрудская волость   |
| 242 | 26  | Замошье             | 0             | 0             |                    |              | Краснопрудская волость        | Краснопрудская волость   |
| 243 | 27  | Зуево-1             | 1             | 0             |                    |              | Краснопрудская волость        | Краснопрудская волость   |
| 244 | 28  | Зуево-2             | 1             | 0             |                    |              | Краснопрудская волость        | Краснопрудская волость   |
| 245 | 29  | Карзули             | 2             | 2             |                    |              | Краснопрудская волость        | Москвинская волость      |
| 246 | 30  | Кирово              | 446           | 385           |                    |              | Краснопрудская волость        | Краснопрудская волость   |
| 247 | 31  | Колоколово          | 3             | 4             |                    |              | Краснопрудская волость        | Москвинская волость      |
| 248 | 32  | Корыжи              | 3             | 3             |                    |              | Краснопрудская волость        | Краснопрудская волость   |
| 249 | 33  | Кочетово            | 0             | 0             |                    |              | Краснопрудская волость        | Краснопрудская волость   |
| 250 | 34  | Красные Пруды       | 91            | 60            |                    |              | Краснопрудская волость        | Краснопрудская волость   |
| 251 | 35  | Лабенск             | 3             | 3             |                    |              | Краснопрудская волость        | Москвинская волость      |
| 252 | 36  | Ланева Гора         | 23            | 17            |                    |              | Краснопрудская волость        | Москвинская волость      |
| 253 | 37  | Махново             | 1             | 1             |                    |              | Краснопрудская волость        | Москвинская волость      |
| 254 | 38  | Мелехово            | 2             | 2             |                    |              | Краснопрудская волость        | Москвинская волость      |
| 255 | 39  | Митино              | 1             | 1             |                    |              | Краснопрудская волость        | Краснопрудская волость   |
| 256 | 40  | Мокино              | 25            | 17            |                    |              | Краснопрудская волость        | Краснопрудская волость   |
| 257 | 41  | Морозы              | 7             | 9             |                    |              | Краснопрудская волость        | Краснопрудская волость   |
| 258 | 42  | Москвино            | 9             | 7             |                    |              | Краснопрудская волость        | Москвинская волость      |
| 259 | 43  | Мызы                | 4             | 2             |                    |              | Краснопрудская волость        | Краснопрудская волость   |
| 260 | 44  | Мяличено            | 9             | 9             |                    |              | Краснопрудская волость        | Краснопрудская волость   |
| 261 | 45  | Назимово            | 148           | 120           |                    |              | Краснопрудская волость        | Москвинская волость      |
| 262 | 46  | Олисово             | 22            | 18            |                    |              | Краснопрудская волость        | Краснопрудская волость   |
| 263 | 47  | Ольхи               | 4             | 5             |                    |              | Краснопрудская волость        | Москвинская волость      |
| 264 | 48  | Олохово             | 12            | 0             |                    |              | Краснопрудская волость        | Москвинская волость      |
| 265 | 49  | Ореховичи           | 60            | 62            |                    |              | Краснопрудская волость        | Москвинская волость      |
| 266 | 50  | Панево              | 2             | 2             |                    |              | Краснопрудская волость        | Краснопрудская волость   |
| 267 | 51  | Палкино             | 4             | 3             |                    |              | Краснопрудская волость        | Москвинская волость      |
| 268 | 52  | Пересветово         | 94            | 26            |                    |              | Краснопрудская волость        | Краснопрудская волость   |
| 269 | 53  | Печихино            | 10            | 9             |                    |              | Краснопрудская волость        | Москвинская волость      |
| 270 | 54  | Пискуново           | 10            | 14            |                    |              | Краснопрудская волость        | Москвинская волость      |
| 271 | 55  | Плечево             | 2             | 2             |                    |              | Краснопрудская волость        | Краснопрудская волость   |
| 272 | 56  | Подболотье          | 9             | 8             |                    |              | Краснопрудская волость        | Москвинская волость      |
| 273 | 57  | Подклинье           | 8             | 4             |                    |              | Краснопрудская волость        | Москвинская волость      |
| 274 | 58  | Пузакова Гора       | 8             | 11            |                    |              | Краснопрудская волость        | Москвинская волость      |
| 275 | 59  | Раздольный          | 1             | 0             |                    |              | Краснопрудская волость        | Москвинская волость      |
| 276 | 60  | Рашнево             | 23            | 21            |                    |              | Краснопрудская волость        | Москвинская волость      |
| 277 | 61  | Ржовино             | 0             | 0             |                    |              | Краснопрудская волость        | Краснопрудская волость   |
| 278 | 62  | Рогово              | 8             | 6             |                    |              | Краснопрудская волость        | Краснопрудская волость   |
| 279 | 63  | Русски              | 6             | 8             |                    |              | Краснопрудская волость        | Москвинская волость      |
| 280 | 64  | Смирново            | 0             | 0             |                    |              | Краснопрудская волость        | Краснопрудская волость   |
| 281 | 65  | Степаши             | 0             | 0             |                    |              | Краснопрудская волость        | Краснопрудская волость   |
| 282 | 66  | Стехново            | 0             | 0             |                    |              | Краснопрудская волость        | Москвинская волость      |
| 283 | 67  | Сухлово             | 3             | 3             |                    |              | Краснопрудская волость        | Москвинская волость      |
| 284 | 68  | Темерево            | 26            | 22            |                    |              | Краснопрудская волость        | Москвинская волость      |
| 285 | 69  | Токарево            | 1             | 0             |                    |              | Краснопрудская волость        | Краснопрудская волость   |
| 286 | 70  | Филатково           | 2             | 2             |                    |              | Краснопрудская волость        | Москвинская волость      |
| 287 | 71  | Фофонково           | 0             | 1             |                    |              | Краснопрудская волость        | Краснопрудская волость   |
| 288 | 72  | Хрячова Гора        | 10            | 14            |                    |              | Краснопрудская волость        | Москвинская волость      |
| 289 | 73  | Шемякино            | 9             | 9             |                    |              | Краснопрудская волость        | Москвинская волость      |
| 290 | 74  | Шквары              | 17            | 11            |                    |              | Краснопрудская волость        | Москвинская волость      |
| 291 | 1   | Астратово           | 2             | 1             |                    |              | Логозовская волость           | Логозовская волость      |
| 292 | 2   | Балсовик            | 8             | 6             |                    |              | Логозовская волость           | Логозовская волость      |
| 293 | 3   | Большая Листовка    | 105           | 86            |                    |              | Логозовская волость           | Логозовская волость      |
| 294 | 4   | Ваймицы             | 11            | 32            |                    |              | Логозовская волость           | Логозовская волость      |
| 295 | 5   | Дуброво             | 491           | 441           |                    |              | Логозовская волость           | Логозовская волость      |
| 296 | 6   | Задорожье           | 77            | 94            |                    |              | Логозовская волость           | Логозовская волость      |
| 297 | 7   | Золотуха            | 1             | 2             |                    |              | Логозовская волость           | Тямшанская волость       |
| 298 | 8   | Камно               | 2             | 1             |                    |              | Логозовская волость           | Логозовская волость      |
| 299 | 9   | Корлы               | 76            | 62            |                    |              | Логозовская волость           | Логозовская волость      |
| 300 | 10  | Красная Репка       | 2             | 5             |                    |              | Логозовская волость           | Тямшанская волость       |
| 301 | 11  | Криушино            | 22            | 21            |                    |              | Логозовская волость           | Логозовская волость      |
| 302 | 12  | Логозовичи          | 70            | 75            |                    |              | Логозовская волость           | Логозовская волость      |
| 303 | 13  | Макарино            | 47            | 55            |                    |              | Логозовская волость           | Логозовская волость      |
| 304 | 14  | Малая Листовка      | 95            | 93            |                    |              | Логозовская волость           | Логозовская волость      |
| 305 | 15  | Неёлово-1           | 1280          | 940           |                    |              | Логозовская волость           | Тямшанская волость       |
| 306 | 16  | Неёлово-2           | 44            | 47            |                    |              | Логозовская волость           | Тямшанская волость       |
| 307 | 17  | Панево              | 5             | 5             |                    |              | Логозовская волость           | Логозовская волость      |
| 308 | 18  | Перелазово          | 7             | 16            |                    |              | Логозовская волость           | Логозовская волость      |
| 309 | 19  | Поддубье            | 13            | 11            |                    |              | Логозовская волость           | Логозовская волость      |
| 310 | 20  | Подбережье          | 33            | 26            |                    |              | Логозовская волость           | Логозовская волость      |
| 311 | 21  | Подосьё             | 167           | 200           |                    |              | Логозовская волость           | Тямшанская волость       |
| 312 | 22  | Приозерье           | 13            | 16            |                    |              | Логозовская волость           | Логозовская волость      |
| 313 | 23  | Проницы             | 3             | 4             |                    |              | Логозовская волость           | Логозовская волость      |
| 314 | 24  | Репки               | 16            | 8             |                    |              | Логозовская волость           | Тямшанская волость       |
| 315 | 25  | Северик             | 9             | 33            |                    |              | Логозовская волость           | Логозовская волость      |
| 316 | 26  | Селище              | 21            | 16            |                    |              | Логозовская волость           | Логозовская волость      |
| 317 | 27  | Сенницы             | 1             | 2             |                    |              | Логозовская волость           | Логозовская волость      |
| 318 | 28  | Стяглы              | 22            | 14            |                    |              | Логозовская волость           | Логозовская волость      |
| 319 | 29  | Токарево            | 2             | 2             |                    |              | Логозовская волость           | Логозовская волость      |
| 320 | 30  | Тупы                | 5             | 7             |                    |              | Логозовская волость           | Логозовская волость      |
| 321 | 31  | Устье               | 3             | 3             |                    |              | Логозовская волость           | Логозовская волость      |
| 322 | 32  | Федоровщина         | 137           | 156           |                    |              | Логозовская волость           | Логозовская волость      |
| 323 | 33  | Щиглицы             | 215           | 179           |                    |              | Логозовская волость           | Логозовская волость      |
| 324 | 1   | Абросово            | 23            | 15            |                    |              | Писковичская волость          | Писковичская волость     |
| 325 | 2   | Амосово             | 2             | 3             |                    |              | Писковичская волость          | Писковичская волость     |
| 326 | 3   | Ваулино             | 660           | 613           |                    |              | Писковичская волость          | Писковичская волость     |
| 327 | 4   | Великое Село        | 12            | 18            |                    |              | Писковичская волость          | Писковичская волость     |
| 328 | 5   | Верхние Галковичи   | 37            | 33            |                    |              | Писковичская волость          | Писковичская волость     |
| 329 | 6   | Голубово            | 338           | 331           |                    |              | Писковичская волость          | Писковичская волость     |
| 330 | 7   | Гора                | 7             | 7             |                    |              | Писковичская волость          | Писковичская волость     |
| 331 | 8   | Горки               | 3             | 0             |                    |              | Писковичская волость          | Писковичская волость     |
| 332 | 9   | Загорицы            | 305           | 347           |                    |              | Писковичская волость          | Писковичская волость     |
| 333 | 10  | Задолье             | 20            | 24            |                    |              | Писковичская волость          | Писковичская волость     |
| 334 | 11  | Коренцы             | 17            | 13            |                    |              | Писковичская волость          | Писковичская волость     |
| 335 | 12  | Котово              | 38            | 44            |                    |              | Писковичская волость          | Писковичская волость     |
| 336 | 13  | Купровщина          | 105           | 110           |                    |              | Писковичская волость          | Писковичская волость     |
| 337 | 14  | Лухново             | 88            | 109           |                    |              | Писковичская волость          | Писковичская волость     |
| 338 | 15  | Молгово             | 15            | 12            |                    |              | Писковичская волость          | Писковичская волость     |
| 339 | 16  | Муровицы            | 80            | 92            |                    |              | Писковичская волость          | Писковичская волость     |
| 340 | 17  | Нижние Галковичи    | 35            | 33            |                    |              | Писковичская волость          | Писковичская волость     |
| 341 | 18  | Новая               | 32            | 11            |                    |              | Писковичская волость          | Писковичская волость     |
| 342 | 19  | Обижа               | 86            | 79            |                    |              | Писковичская волость          | Писковичская волость     |
| 343 | 20  | Паклино             | 10            | 25            |                    |              | Писковичская волость          | Писковичская волость     |
| 344 | 21  | Писковичи           | 3030          | 2830          |                    |              | Писковичская волость          | Писковичская волость     |
| 345 | 22  | Портянниково        | 100           | 83            |                    |              | Писковичская волость          | Писковичская волость     |
| 346 | 23  | Солоново            | 67            | 69            |                    |              | Писковичская волость          | Писковичская волость     |
| 347 | 24  | Струково            | 31            | 28            |                    |              | Писковичская волость          | Писковичская волость     |
| 348 | 25  | Хотицы              | 250           | 298           |                    |              | Писковичская волость          | Писковичская волость     |
| 349 | 26  | Черняковичи         | 17            | 19            |                    |              | Писковичская волость          | Писковичская волость     |
| 350 | 1   | Аксентьево          | 6             | 13            |                    |              | Серёдкинская волость          | Серёдкинская волость     |
| 351 | 2   | Андреховщина        | 8             | 0             |                    |              | Серёдкинская волость          | Верхолинская волость     |
| 352 | 3   | Баглицы             | 5             | 6             |                    |              | Серёдкинская волость          | Серёдкинская волость     |
| 353 | 4   | Балсово             | 17            | 37            |                    |              | Серёдкинская волость          | Теребищенская волость    |
| 354 | 5   | Большая Каменка     | 0             | 0             |                    |              | Серёдкинская волость          | Верхолинская волость     |
| 355 | 6   | Бондари             |               | 2             |                    |              | Серёдкинская волость          | Серёдкинская волость     |
| 356 | 7   | Борки               | 0             | 0             |                    |              | Серёдкинская волость          | Гверздонская волость     |
| 357 | 8   | Боровик             | 39            | 43            |                    |              | Серёдкинская волость          | Серёдкинская волость     |
| 358 | 9   | Бубнево             | 1             | 1             |                    |              | Серёдкинская волость          | Верхолинская волость     |
| 359 | 10  | Будиха              | 2             | 5             |                    |              | Серёдкинская волость          | Серёдкинская волость     |
| 360 | 11  | Васцы               | 1             | 1             |                    |              | Серёдкинская волость          | Верхолинская волость     |
| 361 | 12  | Великое Поле        | 56            | 68            |                    |              | Серёдкинская волость          | Верхолинская волость     |
| 362 | 13  | Верхолино           | 392           | 326           |                    |              | Серёдкинская волость          | Верхолинская волость     |
| 363 | 14  | Володи              | 9             | 10            |                    |              | Серёдкинская волость          | Серёдкинская волость     |
| 364 | 15  | Выслово             | 6             | 4             |                    |              | Серёдкинская волость          | Верхолинская волость     |
| 365 | 16  | Вязки               | 49            | 45            |                    |              | Серёдкинская волость          | Серёдкинская волость     |
| 366 | 17  | Ганькино            | 7             | 10            |                    |              | Серёдкинская волость          | Гверздонская волость     |
| 367 | 18  | Гверздонь           | 357           | 257           |                    |              | Серёдкинская волость          | Гверздонская волость     |
| 368 | 19  | Голдино             | 11            | 11            |                    |              | Серёдкинская волость          | Гверздонская волость     |
| 369 | 20  | Голова              | 20            | 13            |                    |              | Серёдкинская волость          | Верхолинская волость     |
| 370 | 21  | Городня             | 3             | 4             |                    |              | Серёдкинская волость          | Серёдкинская волость     |
| 371 | 22  | Гридино             | 2             | 1             |                    |              | Серёдкинская волость          | Серёдкинская волость     |
| 372 | 23  | Грядище             | 91            | 67            |                    |              | Серёдкинская волость          | Серёдкинская волость     |
| 373 | 24  | Дуб-Бор             | 27            | 33            |                    |              | Серёдкинская волость          | Теребищенская волость    |
| 374 | 25  | Дубно               | 0             | 0             |                    |              | Серёдкинская волость          | Верхолинская волость     |
| 375 | 26  | Дудино              | 1             | 0             |                    |              | Серёдкинская волость          | Серёдкинская волость     |
| 376 | 27  | Евсеево             | 1             | 0             |                    |              | Серёдкинская волость          | Гверздонская волость     |
| 377 | 28  | Егорьевщина         | 20            | 18            |                    |              | Серёдкинская волость          | Верхолинская волость     |
| 378 | 29  | Елизарово           | 25            | 28            |                    |              | Серёдкинская волость          | Верхолинская волость     |
| 379 | 30  | Ерехново            | 21            | 7             |                    |              | Серёдкинская волость          | Верхолинская волость     |
| 380 | 31  | Забелье             | 11            | 12            |                    |              | Серёдкинская волость          | Гверздонская волость     |
| 381 | 32  | Заболотье           | 0             | 0             |                    |              | Серёдкинская волость          | Гверздонская волость     |
| 382 | 33  | Заборовка           | 44            | 39            |                    |              | Серёдкинская волость          | Верхолинская волость     |
| 383 | 34  | Забродье            | 7             | 8             |                    |              | Серёдкинская волость          | Гверздонская волость     |
| 384 | 35  | Загорье             | 5             | 6             |                    |              | Серёдкинская волость          | Гверздонская волость     |
| 385 | 36  | Заклинье            | 5             | 4             |                    |              | Серёдкинская волость          | Верхолинская волость     |
| 386 | 37  | Закрупичье          | 2             | 5             |                    |              | Серёдкинская волость          | Серёдкинская волость     |
| 387 | 38  | Залединье           | 9             | 6             |                    |              | Серёдкинская волость          | Гверздонская волость     |
| 388 | 39  | Замельничье         | 32            | 28            |                    |              | Серёдкинская волость          | Верхолинская волость     |
| 389 | 40  | Замошье             | 2             | 7             |                    |              | Серёдкинская волость          | Верхолинская волость     |
| 390 | 41  | Заорово             | 9             | 11            |                    |              | Серёдкинская волость          | Верхолинская волость     |
| 391 | 42  | Заручевье           | 6             | 3             |                    |              | Серёдкинская волость          | Верхолинская волость     |
| 392 | 43  | Заходцы             | 0             | 0             |                    |              | Серёдкинская волость          | Гверздонская волость     |
| 393 | 44  | Заходы              | 39            | 35            |                    |              | Серёдкинская волость          | Серёдкинская волость     |
| 394 | 45  | Знаменка            | 229           | 212           |                    |              | Серёдкинская волость          | Серёдкинская волость     |
| 395 | 46  | Ивановицы           | 4             | 4             |                    |              | Серёдкинская волость          | Верхолинская волость     |
| 396 | 47  | Иванщина            | 3             | 12            |                    |              | Серёдкинская волость          | Верхолинская волость     |
| 397 | 48  | Исаковщина          | 4             | 9             |                    |              | Серёдкинская волость          | Серёдкинская волость     |
| 398 | 49  | Каблище             | 1             | 1             |                    |              | Серёдкинская волость          | Серёдкинская волость     |
| 399 | 50  | Калачево            | 2             | 4             |                    |              | Серёдкинская волость          | Верхолинская волость     |
| 400 | 51  | Каменка             | 0             | 0             |                    |              | Серёдкинская волость          | Гверздонская волость     |
| 401 | 52  | Карповщина          | 8             | 8             |                    |              | Серёдкинская волость          | Серёдкинская волость     |
| 402 | 53  | Китино              | 0             | 2             |                    |              | Серёдкинская волость          | Гверздонская волость     |
| 403 | 54  | Колтырино           | 3             | 4             |                    |              | Серёдкинская волость          | Серёдкинская волость     |
| 404 | 55  | Колядуха            | 0             | 0             |                    |              | Серёдкинская волость          | Гверздонская волость     |
| 405 | 56  | Конёчек             | 9             | 11            |                    |              | Серёдкинская волость          | Гверздонская волость     |
| 406 | 57  | Котятино            | 20            | 29            |                    |              | Серёдкинская волость          | Верхолинская волость     |
| 407 | 58  | Красиковщина        | 77            | 71            |                    |              | Серёдкинская волость          | Гверздонская волость     |
| 408 | 59  | Красная Горка       | 3             | 3             |                    |              | Серёдкинская волость          | Серёдкинская волость     |
| 409 | 60  | Красная Горка       | 13            | 20            |                    |              | Серёдкинская волость          | Теребищенская волость    |
| 410 | 61  | Крутик              | 7             | 12            |                    |              | Серёдкинская волость          | Гверздонская волость     |
| 411 | 62  | Крюково             | 7             | 4             |                    |              | Серёдкинская волость          | Верхолинская волость     |
| 412 | 63  | Кузововщина         | 2             | 2             |                    |              | Серёдкинская волость          | Теребищенская волость    |
| 413 | 64  | Курокша             | 11            | 7             |                    |              | Серёдкинская волость          | Теребищенская волость    |
| 414 | 65  | Ладыговщина         | 13            | 16            |                    |              | Серёдкинская волость          | Верхолинская волость     |
| 415 | 66  | Лаптево             | 1             | 0             |                    |              | Серёдкинская волость          | Серёдкинская волость     |
| 416 | 67  | Леоново             | 5             | 6             |                    |              | Серёдкинская волость          | Верхолинская волость     |
| 417 | 68  | Лесная              | 2             | 3             |                    |              | Серёдкинская волость          | Серёдкинская волость     |
| 418 | 69  | Лизово              | 5             | 3             |                    |              | Серёдкинская волость          | Верхолинская волость     |
| 419 | 70  | Липно               | 22            | 20            |                    |              | Серёдкинская волость          | Серёдкинская волость     |
| 420 | 71  | Лихово              | 3             | 5             |                    |              | Серёдкинская волость          | Верхолинская волость     |
| 421 | 72  | Лудва               | 4             | 6             |                    |              | Серёдкинская волость          | Серёдкинская волость     |
| 422 | 73  | Лутово              | 9             | 8             |                    |              | Серёдкинская волость          | Серёдкинская волость     |
| 423 | 74  | Люботеж             | 23            | 20            |                    |              | Серёдкинская волость          | Серёдкинская волость     |
| 424 | 75  | Лягинино            | 0             | 0             |                    |              | Серёдкинская волость          | Гверздонская волость     |
| 425 | 76  | Маслогостицы        | 4             | 6             |                    |              | Серёдкинская волость          | Верхолинская волость     |
| 426 | 77  | Мельницы            | 89            | 92            |                    |              | Серёдкинская волость          | Серёдкинская волость     |
| 427 | 78  | Мешоколь            | 20            | 19            |                    |              | Серёдкинская волость          | Залитская волость        |
| 428 | 79  | Митюнино            | 7             | 11            |                    |              | Серёдкинская волость          | Гверздонская волость     |
| 429 | 80  | Монастырёк          | 6             | 9             |                    |              | Серёдкинская волость          | Верхолинская волость     |
| 430 | 81  | Мтеж                | 28            | 25            |                    |              | Серёдкинская волость          | Теребищенская волость    |
| 431 | 82  | Мухино              | 25            | 19            |                    |              | Серёдкинская волость          | Верхолинская волость     |
| 432 | 83  | Нароново            | 19            | 18            |                    |              | Серёдкинская волость          | Верхолинская волость     |
| 433 | 84  | Нижнее Сухое        | 0             | 0             |                    |              | Серёдкинская волость          | Гверздонская волость     |
| 434 | 85  | Нимолва             | 7             | 10            |                    |              | Серёдкинская волость          | Теребищенская волость    |
| 435 | 86  | Новое Кратково      | 7             | 8             |                    |              | Серёдкинская волость          | Гверздонская волость     |
| 436 | 87  | Новое Мозгирино     | 3             | 4             |                    |              | Серёдкинская волость          | Серёдкинская волость     |
| 437 | 88  | Новое Поле          | 16            | 19            |                    |              | Серёдкинская волость          | Верхолинская волость     |
| 438 | 89  | Новоселье           | 21            | 16            |                    |              | Серёдкинская волость          | Серёдкинская волость     |
| 439 | 90  | Носырево            | 9             | 6             |                    |              | Серёдкинская волость          | Гверздонская волость     |
| 440 | 91  | Ольгино Поле        | 9             | 16            |                    |              | Серёдкинская волость          | Верхолинская волость     |
| 441 | 92  | Осатно              | 9             | 16            |                    |              | Серёдкинская волость          | Теребищенская волость    |
| 442 | 93  | Перелаз             | 2             | 1             |                    |              | Серёдкинская волость          | Серёдкинская волость     |
| 443 | 94  | Пескивицы           | 6             | 8             |                    |              | Серёдкинская волость          | Теребищенская волость    |
| 444 | 95  | Площаны             | 0             | 1             |                    |              | Серёдкинская волость          | Гверздонская волость     |
| 445 | 96  | Погорелка           | 0             | 11            |                    |              | Серёдкинская волость          | Верхолинская волость     |
| 446 | 97  | Погорелка           | 12            | 0             |                    |              | Серёдкинская волость          | Гверздонская волость     |
| 447 | 98  | Подгарье            | 22            | 7             |                    |              | Серёдкинская волость          | Серёдкинская волость     |
| 448 | 99  | Поддубье            | 0             | 2             |                    |              | Серёдкинская волость          | Верхолинская волость     |
| 449 | 100 | Поддубье            | 4             | 0             |                    |              | Серёдкинская волость          | Гверздонская волость     |
| 450 | 101 | Подклинье           | 71            | 74            |                    |              | Серёдкинская волость          | Гверздонская волость     |
| 451 | 102 | Подлипье            | 15            | 16            |                    |              | Серёдкинская волость          | Верхолинская волость     |
| 452 | 103 | Подполозье          | 11            | 8             |                    |              | Серёдкинская волость          | Серёдкинская волость     |
| 453 | 104 | Подсосно            | 16            | 15            |                    |              | Серёдкинская волость          | Гверздонская волость     |
| 454 | 105 | Полибино            | 9             | 5             |                    |              | Серёдкинская волость          | Серёдкинская волость     |
| 455 | 106 | Постоево            | 3             | 6             |                    |              | Серёдкинская волость          | Верхолинская волость     |
| 456 | 107 | Поступалово         | 2             | 2             |                    |              | Серёдкинская волость          | Гверздонская волость     |
| 457 | 108 | Прошкино            | 3             | 2             |                    |              | Серёдкинская волость          | Серёдкинская волость     |
| 458 | 109 | Пружинник           | 6             | 5             |                    |              | Серёдкинская волость          | Верхолинская волость     |
| 459 | 110 | Ровница             | 16            | 20            |                    |              | Серёдкинская волость          | Гверздонская волость     |
| 460 | 111 | Рогово              | 7             | 5             |                    |              | Серёдкинская волость          | Верхолинская волость     |
| 461 | 112 | Ряднево             | 6             | 6             |                    |              | Серёдкинская волость          | Гверздонская волость     |
| 462 | 113 | Сверчиха            | 1             | 0             |                    |              | Серёдкинская волость          | Гверздонская волость     |
| 463 | 114 | Сельцо              | 14            | 22            |                    |              | Серёдкинская волость          | Серёдкинская волость     |
| 464 | 115 | Серёдка, село       | 2483          | 3831          | 3253               | 2010         | Серёдкинская волость          | Серёдкинская волость     |
| 465 | 116 | Сержа               | 0             | 0             |                    |              | Серёдкинская волость          | Серёдкинская волость     |
| 466 | 117 | Слобода             | 2             | 1             |                    |              | Серёдкинская волость          | Верхолинская волость     |
| 467 | 118 | Смержаха            | 27            | 32            |                    |              | Серёдкинская волость          | Гверздонская волость     |
| 468 | 119 | Спасовщина          | 362           | 331           |                    |              | Серёдкинская волость          | Серёдкинская волость     |
| 469 | 120 | Средний Путь        | 18            | 19            |                    |              | Серёдкинская волость          | Серёдкинская волость     |
| 470 | 121 | Старишный Бор       | 11            | 12            |                    |              | Серёдкинская волость          | Серёдкинская волость     |
| 471 | 122 | Стороп              | 7             | 5             |                    |              | Серёдкинская волость          | Верхолинская волость     |
| 472 | 123 | Стрижки             | 0             | 0             |                    |              | Серёдкинская волость          | Верхолинская волость     |
| 473 | 124 | Сухлово             | 14            | 16            |                    |              | Серёдкинская волость          | Верхолинская волость     |
| 474 | 125 | Тавлово             | 54            | 61            |                    |              | Серёдкинская волость          | Верхолинская волость     |
| 475 | 126 | Теребище            | 21            | 29            |                    |              | Серёдкинская волость          | Верхолинская волость     |
| 476 | 127 | Теребище            | 72            | 94            |                    |              | Серёдкинская волость          | Теребищенская волость    |
| 477 | 128 | Толбица             | 57            | 61            |                    |              | Серёдкинская волость          | Залитская волость        |
| 478 | 129 | Трети               | 6             | 7             |                    |              | Серёдкинская волость          | Гверздонская волость     |
| 479 | 130 | Троицкая Гора       | 23            | 30            |                    |              | Серёдкинская волость          | Гверздонская волость     |
| 480 | 131 | Углы                | 9             | 8             |                    |              | Серёдкинская волость          | Верхолинская волость     |
| 481 | 132 | Усадище             | 9             | 8             |                    |              | Серёдкинская волость          | Серёдкинская волость     |
| 482 | 133 | Хайлово             | 3             | 0             |                    |              | Серёдкинская волость          | Верхолинская волость     |
| 483 | 134 | Хомутово            | 1             | 2             |                    |              | Серёдкинская волость          | Теребищенская волость    |
| 484 | 135 | Царевщина           | 1             | 0             |                    |              | Серёдкинская волость          | Гверздонская волость     |
| 485 | 136 | Черемша             | 4             | 6             |                    |              | Серёдкинская волость          | Гверздонская волость     |
| 486 | 137 | Чернево             | 10            | 10            |                    |              | Серёдкинская волость          | Верхолинская волость     |
| 487 | 138 | Чужбино             | 25            | 26            |                    |              | Серёдкинская волость          | Верхолинская волость     |
| 488 | 139 | Чухонские Заходцы   | 0             | 0             |                    |              | Серёдкинская волость          | Гверздонская волость     |
| 489 | 140 | Шемяково            | 7             | 3             |                    |              | Серёдкинская волость          | Верхолинская волость     |
| 490 | 141 | Ширяево             | 16            | 18            |                    |              | Серёдкинская волость          | Гверздонская волость     |
| 491 | 142 | Шушпаново           | 6             | 3             |                    |              | Серёдкинская волость          | Гверздонская волость     |
| 492 | 143 | Юхново              | 14            | 21            |                    |              | Серёдкинская волость          | Гверздонская волость     |
| 493 | 1   | Большие Жезлы       | 11            | 19            |                    |              | Торошинская волость           | Торошинская волость      |
| 494 | 2   | Букаши              | 5             | 7             |                    |              | Торошинская волость           | Торошинская волость      |
| 495 | 3   | Демьяково           | 8             | 9             |                    |              | Торошинская волость           | Торошинская волость      |
| 496 | 4   | Дубки               | 8             | 9             |                    |              | Торошинская волость           | Торошинская волость      |
| 497 | 5   | Заболотье           | 9             | 13            |                    |              | Торошинская волость           | Торошинская волость      |
| 498 | 6   | Загорье             | 15            | 17            |                    |              | Торошинская волость           | Торошинская волость      |
| 499 | 7   | Замошье             | 45            | 37            |                    |              | Торошинская волость           | Торошинская волость      |
| 500 | 8   | Ильинщина           | 10            | 8             |                    |              | Торошинская волость           | Торошинская волость      |
| 501 | 9   | Кашино              | 15            | 13            |                    |              | Торошинская волость           | Торошинская волость      |
| 502 | 10  | Крипецкое-1         | 338           | 300           |                    |              | Торошинская волость           | Торошинская волость      |
| 503 | 11  | Крипецкое-2         | 135           | 113           |                    |              | Торошинская волость           | Торошинская волость      |
| 504 | 12  | Ляляховка           | 5             | 24            |                    |              | Торошинская волость           | Торошинская волость      |
| 505 | 13  | Монькино            | 3             | 4             |                    |              | Торошинская волость           | Торошинская волость      |
| 506 | 14  | Патрово             | 24            | 29            |                    |              | Торошинская волость           | Торошинская волость      |
| 507 | 15  | Подборовье-1        | 340           | 311           |                    |              | Торошинская волость           | Торошинская волость      |
| 508 | 16  | Подборовье-2        | 168           | 167           |                    |              | Торошинская волость           | Торошинская волость      |
| 509 | 17  | Подборовье-3        | 18            | 25            |                    |              | Торошинская волость           | Торошинская волость      |
| 510 | 18  | Подлипье            | 2             | 8             |                    |              | Торошинская волость           | Торошинская волость      |
| 511 | 19  | Подсадничье         | 13            | 7             |                    |              | Торошинская волость           | Торошинская волость      |
| 512 | 20  | Пурьково            | 7             | 14            |                    |              | Торошинская волость           | Торошинская волость      |
| 513 | 21  | Сабижи              | 6             | 8             |                    |              | Торошинская волость           | Торошинская волость      |
| 514 | 22  | Торошино            | 740           | 692           |                    |              | Торошинская волость           | Торошинская волость      |
| 515 | 23  | Цаплино             | 41            | 27            |                    |              | Торошинская волость           | Торошинская волость      |
| 516 | 24  | Черняковицы         | 103           | 100           |                    |              | Торошинская волость           | Торошинская волость      |
| 517 | 25  | Шаврово             | 12            | 23            |                    |              | Торошинская волость           | Торошинская волость      |
| 518 | 1   | Адворицы            | 260           | 222           |                    |              | Тямшанская волость            | Тямшанская волость       |
| 519 | 2   | Алабышево           | 11            | 8             |                    |              | Тямшанская волость            | Тямшанская волость       |
| 520 | 3   | Бабаево             | 8             | 9             |                    |              | Тямшанская волость            | Тямшанская волость       |
| 521 | 4   | Барановка           | 13            | 8             |                    |              | Тямшанская волость            | Тямшанская волость       |
| 522 | 5   | Большая Гоголевка   | 59            | 46            |                    |              | Тямшанская волость            | Завеличенская волость    |
| 523 | 6   | Боярщина            | 14            | 16            |                    |              | Тямшанская волость            | Тямшанская волость       |
| 524 | 7   | Ветошка             | 5             | 14            |                    |              | Тямшанская волость            | Тямшанская волость       |
| 525 | 8   | Волково             | 4             | 4             |                    |              | Тямшанская волость            | Тямшанская волость       |
| 526 | 9   | Ворошилино          | 14            | 13            |                    |              | Тямшанская волость            | Тямшанская волость       |
| 527 | 10  | Детятино            | 6             | 3             |                    |              | Тямшанская волость            | Тямшанская волость       |
| 528 | 11  | Дубяги              | 19            | 13            |                    |              | Тямшанская волость            | Тямшанская волость       |
| 529 | 12  | Заречье             | 0             | 0             |                    |              | Тямшанская волость            | Тямшанская волость       |
| 530 | 13  | Капорье             | 7             | 11            |                    |              | Тямшанская волость            | Тямшанская волость       |
| 531 | 14  | Кислово             | 7             | 5             |                    |              | Тямшанская волость            | Тямшанская волость       |
| 532 | 15  | Комарово            | 3             | 7             |                    |              | Тямшанская волость            | Тямшанская волость       |
| 533 | 16  | Кузнецово           | 17            | 12            |                    |              | Тямшанская волость            | Тямшанская волость       |
| 534 | 17  | Лакомцево           | 15            | 15            |                    |              | Тямшанская волость            | Тямшанская волость       |
| 535 | 18  | Межуги              | 2             | 1             |                    |              | Тямшанская волость            | Тямшанская волость       |
| 536 | 19  | Моглино             | 68            | 73            |                    |              | Тямшанская волость            | Тямшанская волость       |
| 537 | 20  | Мурзино             | 4             | 2             |                    |              | Тямшанская волость            | Тямшанская волость       |
| 538 | 21  | Малая Гоголевка     | 135           | 181           |                    |              | Тямшанская волость            | Завеличенская волость    |
| 539 | 22  | Неклочь             | 27            | 23            |                    |              | Тямшанская волость            | Тямшанская волость       |
| 540 | 23  | Новая Гоголевка     | 40            | 68            |                    |              | Тямшанская волость            | Завеличенская волость    |
| 541 | 24  | Обруб               | 5             | 9             |                    |              | Тямшанская волость            | Тямшанская волость       |
| 542 | 25  | Паники              | 9             | 13            |                    |              | Тямшанская волость            | Тямшанская волость       |
| 543 | 26  | Петры               | 9             | 1             |                    |              | Тямшанская волость            | Тямшанская волость       |
| 544 | 27  | Покрутище           | 14            | 10            |                    |              | Тямшанская волость            | Тямшанская волость       |
| 545 | 28  | Пономарево          | 3             | 0             |                    |              | Тямшанская волость            | Тямшанская волость       |
| 546 | 29  | Раздолье            | 7             | 10            |                    |              | Тямшанская волость            | Тямшанская волость       |
| 547 | 30  | Ржевки              | 4             | 13            |                    |              | Тямшанская волость            | Тямшанская волость       |
| 548 | 31  | Сивцево             | 14            | 11            |                    |              | Тямшанская волость            | Тямшанская волость       |
| 549 | 32  | Снегирево           | 10            | 9             |                    |              | Тямшанская волость            | Тямшанская волость       |
| 550 | 33  | Сорокино            | 9             | 10            |                    |              | Тямшанская волость            | Тямшанская волость       |
| 551 | 34  | Станки              | 2             | 2             |                    |              | Тямшанская волость            | Тямшанская волость       |
| 552 | 35  | Тямша               | 2619          | 2448          |                    |              | Тямшанская волость            | Тямшанская волость       |
| 553 | 36  | Филатова Гора       | 15            | 19            |                    |              | Тямшанская волость            | Тямшанская волость       |
| 554 | 37  | Чернецово           | 11            | 5             |                    |              | Тямшанская волость            | Тямшанская волость       |
| 555 | 38  | Шахницы             | 43            | 23            |                    |              | Тямшанская волость            | Тямшанская волость       |
| 556 | 1   | Анисимово           | 32            | 34            |                    |              | Ядровская волость             | Ядровская волость        |
| 557 | 2   | Атаки               | 23            | 23            |                    |              | Ядровская волость             | Ядровская волость        |
| 558 | 3   | Барбаши             | 91            | 72            |                    |              | Ядровская волость             | Ядровская волость        |
| 559 | 4   | Большое Захново     | 1             | 0             |                    |              | Ядровская волость             | Ядровская волость        |
| 560 | 5   | Боровицы            | 14            | 12            |                    |              | Ядровская волость             | Ядровская волость        |
| 561 | 6   | Будник              | 2             | 3             |                    |              | Ядровская волость             | Ядровская волость        |
| 562 | 7   | Василево            | 6             | 4             |                    |              | Ядровская волость             | Ядровская волость        |
| 563 | 8   | Волженец            | 18            | 4             |                    |              | Ядровская волость             | Ядровская волость        |
| 564 | 9   | Волки               | 3             | 5             |                    |              | Ядровская волость             | Ядровская волость        |
| 565 | 10  | Воскресенское       | 12            | 14            |                    |              | Ядровская волость             | Ядровская волость        |
| 566 | 11  | Высоцкое            | 1             | 2             |                    |              | Ядровская волость             | Ядровская волость        |
| 567 | 12  | Глоты               | 291           | 297           |                    |              | Ядровская волость             | Ядровская волость        |
| 568 | 13  | Горнево             | 146           | 173           |                    |              | Ядровская волость             | Ядровская волость        |
| 569 | 14  | Горушка             | 161           | 153           |                    |              | Ядровская волость             | Ядровская волость        |
| 570 | 15  | Дьяково             | 17            | 3             |                    |              | Ядровская волость             | Ядровская волость        |
| 571 | 16  | Ерошиха             | 10            | 9             |                    |              | Ядровская волость             | Ядровская волость        |
| 572 | 17  | Ерусалимка          | 7             | 10            |                    |              | Ядровская волость             | Ядровская волость        |
| 573 | 18  | Жеребцово           | 5             | 5             |                    |              | Ядровская волость             | Ядровская волость        |
| 574 | 19  | Жуково              | 8             | 5             |                    |              | Ядровская волость             | Ядровская волость        |
| 575 | 20  | Зарезница           | 2             | 3             |                    |              | Ядровская волость             | Ядровская волость        |
| 576 | 21  | Кашеварово          | 10            | 4             |                    |              | Ядровская волость             | Ядровская волость        |
| 577 | 22  | Клишово             | 29            | 30            |                    |              | Ядровская волость             | Ядровская волость        |
| 578 | 23  | Князево             | 27            | 38            |                    |              | Ядровская волость             | Ядровская волость        |
| 579 | 24  | Крапивинка          | 14            | 11            |                    |              | Ядровская волость             | Ядровская волость        |
| 580 | 25  | Кряково             | 1             | 0             |                    |              | Ядровская волость             | Ядровская волость        |
| 581 | 26  | Латышево            | 11            | 10            |                    |              | Ядровская волость             | Ядровская волость        |
| 582 | 27  | Лентьево            | 26            | 32            |                    |              | Ядровская волость             | Ядровская волость        |
| 583 | 28  | Лодышкино           | 8             | 8             |                    |              | Ядровская волость             | Ядровская волость        |
| 584 | 29  | Ложнево             | 61            | 51            |                    |              | Ядровская волость             | Ядровская волость        |
| 585 | 30  | Луни                | 12            | 8             |                    |              | Ядровская волость             | Ядровская волость        |
| 586 | 31  | Михали              | 5             | 0             |                    |              | Ядровская волость             | Ядровская волость        |
| 587 | 32  | Мазилино            | 6             | 23            |                    |              | Ядровская волость             | Ядровская волость        |
| 588 | 33  | Малая Кебь          | 18            | 8             |                    |              | Ядровская волость             | Ядровская волость        |
| 589 | 34  | Олисово             | 14            | 0             |                    |              | Ядровская волость             | Ядровская волость        |
| 590 | 35  | Погорелка           | 9             | 16            |                    |              | Ядровская волость             | Ядровская волость        |
| 591 | 36  | Паничьи Горки       | 5             | 13            |                    |              | Ядровская волость             | Ядровская волость        |
| 592 | 37  | Песчанка            | 17            | 6             |                    |              | Ядровская волость             | Ядровская волость        |
| 593 | 38  | Подборовье          | 6             | 2             |                    |              | Ядровская волость             | Ядровская волость        |
| 594 | 39  | Поддубье            | 8             | 7             |                    |              | Ядровская волость             | Ядровская волость        |
| 595 | 40  | Пожнище             | 25            | 22            |                    |              | Ядровская волость             | Ядровская волость        |
| 596 | 41  | Похвальщина         | 497           | 478           |                    |              | Ядровская волость             | Ядровская волость        |
| 597 | 42  | Приборок            | 14            | 7             |                    |              | Ядровская волость             | Ядровская волость        |
| 598 | 43  | Пятоново            | 4             | 4             |                    |              | Ядровская волость             | Ядровская волость        |
| 599 | 44  | Раменье             | 29            | 24            |                    |              | Ядровская волость             | Ядровская волость        |
| 600 | 45  | Рябово              | 66            | 76            |                    |              | Ядровская волость             | Ядровская волость        |
| 601 | 46  | Селюгино            | 24            | 17            |                    |              | Ядровская волость             | Ядровская волость        |
| 602 | 47  | Серебрянник         | 9             | 10            |                    |              | Ядровская волость             | Ядровская волость        |
| 603 | 48  | Сидорово            | 6             | 5             |                    |              | Ядровская волость             | Ядровская волость        |
| 604 | 49  | Соево               |               | 0             |                    |              | Ядровская волость             | Ядровская волость        |
| 605 | 50  | Сопрыгино           | 7             | 10            |                    |              | Ядровская волость             | Ядровская волость        |
| 606 | 51  | Соловьи             | 1436          | 1342          |                    |              | Ядровская волость             | Ядровская волость        |
| 607 | 52  | Спасское            | 2             | 3             |                    |              | Ядровская волость             | Ядровская волость        |
| 608 | 53  | Старухино           | 11            | 14            |                    |              | Ядровская волость             | Ядровская волость        |
| 609 | 54  | Стремутка           | 584           | 557           |                    |              | Ядровская волость             | Ядровская волость        |
| 610 | 55  | Туховик             | 11            | 12            |                    |              | Ядровская волость             | Ядровская волость        |
| 611 | 56  | Тянутово            | 4             | 2             |                    |              | Ядровская волость             | Ядровская волость        |
| 612 | 57  | Устье               | 4             | 1             |                    |              | Ядровская волость             | Ядровская волость        |
| 613 | 58  | Фромино             | 10            | 4             |                    |              | Ядровская волость             | Ядровская волость        |
| 614 | 59  | Хахино              | 8             | 5             |                    |              | Ядровская волость             | Ядровская волость        |
| 615 | 60  | Холстово            | 29            | 21            |                    |              | Ядровская волость             | Ядровская волость        |
| 616 | 61  | Черёха              | 1733          | 2345          |                    |              | Ядровская волость             | Ядровская волость        |
| 617 | 62  | Черноручье          | 7             | 16            |                    |              | Ядровская волость             | Ядровская волость        |
| 618 | 63  | Шапково             | 4             | 2             |                    |              | Ядровская волость             | Ядровская волость        |
| 619 | 64  | Яблонец             | 1             | 1             |                    |              | Ядровская волость             | Ядровская волость        |
| 620 | 65  | Большая Жадунка     | 6             | 7             |                    |              | Ядровская волость             | Ядровская волость        |
| 621 | 66  | Лопатино            |               | 0             |                    |              | Ядровская волость             | Ядровская волость        |
| 622 | 67  | Малая Жадунка       |               | 4             |                    |              | Ядровская волость             | Ядровская волость        |
| 623 | 68  | Марковка            |               | 0             |                    |              | Ядровская волость             | Ядровская волость        |
| 624 | 69  | Языково             |               | 25            |                    |              | Ядровская волость             | Ядровская волость        |
| 625 | 1   | Остров им. Залита   | 267           | 284           |                    |              | Территория Залитских островов | Залитская волость        |
| 626 | 2   | Остров им. Белова   | 59            | 52            |                    |              | Территория Залитских островов | Залитская волость        |